# شکلات سوئیسی
شکلات‌های سوئیس به خاطر کیفیت بالای خود شهرت جهانی بدست آورده‌است.
شکلات نواری مشهور تابلرون برای اولین بار از سوئیس آمده‌است؛ مردی به نام جین تابلر این حرفه را از سال ۱۸۶۷ میلادی شروع کرد.

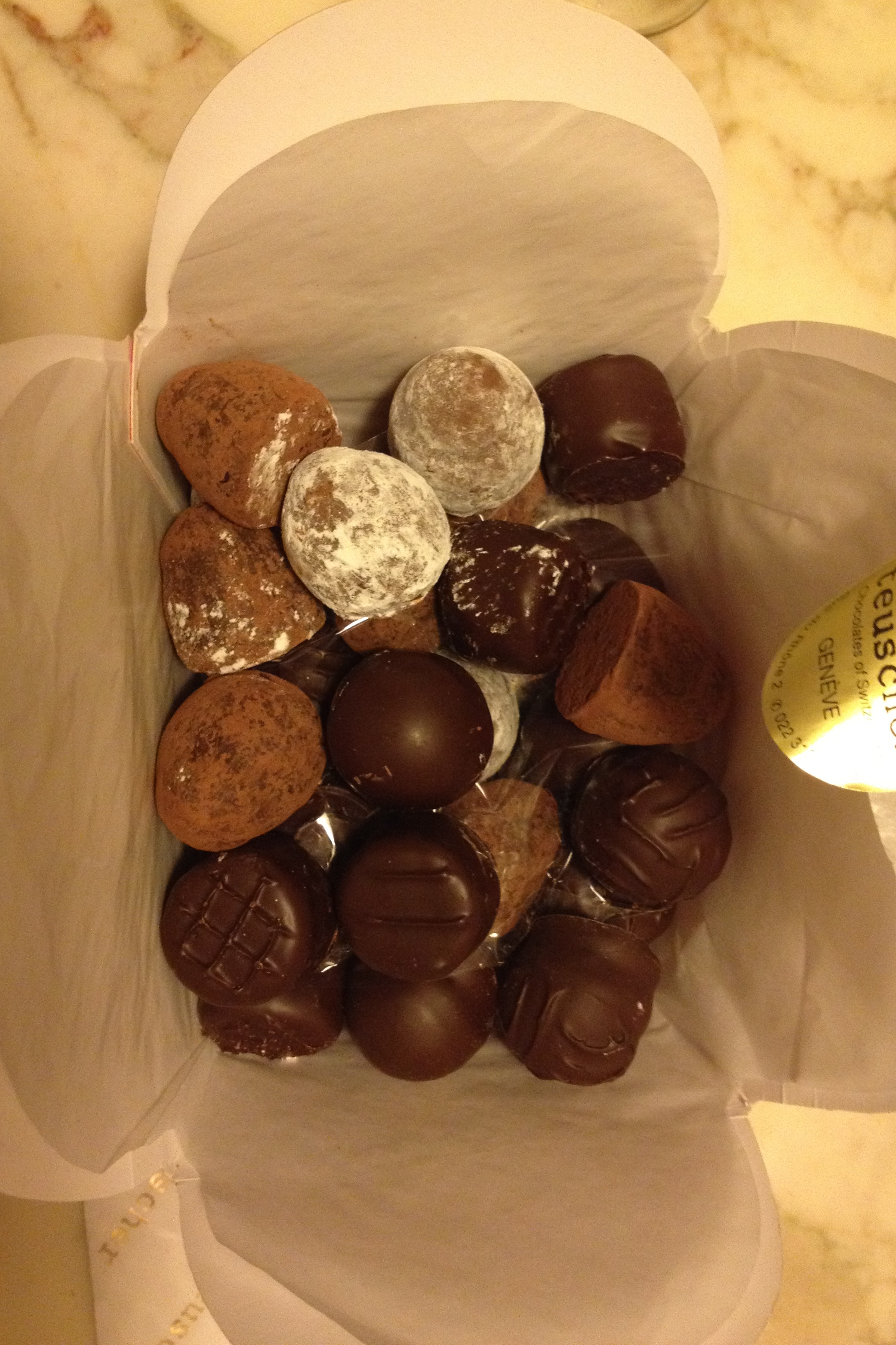
شکلات‌های سوئیسی قارچی و بادامی شکل